# Eupithecia chrodna
Eupithecia chrodna är en fjärilsart som beskrevs av Druce 1893. Eupithecia chrodna ingår i släktet Eupithecia och familjen mätare. Inga underarter finns listade i Catalogue of Life.